# ياكوتات
ياكوتات (بالإنجليزية: Yakutat, Alaska)‏ هي مدينة تقع في ولاية ألاسكا في الولايات المتحدة. تبلغ مساحة هذه المدينة 24509 (كم²)، وترتفع عن سطح البحر 21 م، بلغ عدد سكانها 662 نسمة في عام 2010 حسب إحصاء مكتب تعداد الولايات المتحدة.

## التركيبة السكانية
حدّد مكتب تعداد الولايات المتحدة بيانات التركيبة السكانية لياكوتات في تعداد الولايات المتحدة. في ما يلي، التركيبة السكانية حسب تعدادي 2000 و2010.

### تعداد عام 2000
بلغ عدد سكان ياكوتات 680 نسمة بحسب تعداد عام 2000، وبلغ عدد الأسر 261 أسرة وعدد العائلات 158 عائلة مقيمة في المنطقة السكنية. في حين سجلت الكثافة السكانية 0 نسمة لكل كيلومتر مربع (0.0/ميل2). وبلغ عدد الوحدات السكنية 385 وحدة بمتوسط كثافة قدره 0 لكل كيلومتر مربع (0.0/ميل2).
وتوزع التركيب العرقي للمنطقة السكنية بنسبة 41.47% من البيض و0.15% من الأمريكيين الأفارقة و47.06% من الأمريكيين الأصليين و1.47% من الأمريكيين ذوي الأصول الآسيوية و0.88% من سكان جزر المحيط الهادئ و8.97% من عرقين مختلطين أو أكثر و0.88% من الهسبانيون أو اللاتينيون من أي عرق.
بلغ عدد الأسر 261 أسرة كانت نسبة 36.8% منها لديها أطفال تحت سن الثامنة عشر تعيش معهم، وبلغت نسبة الأزواج القاطنين مع بعضهم البعض 38.7% من أصل المجموع الكلي للأسر، ونسبة 12.3% من الأسر كان لديها معيلات من الإناث دون وجود شريك، بينما كانت نسبة 9.6% من الأسر لديها معيلون من الذكور دون وجود شريكة وكانت نسبة 39.5% من غير العائلات. تألفت نسبة 31.4% من أصل جميع الأسر من عدة أفراد يعيشون في نفس المنزل ونسبة 5% كانت تتألف من شخص يعيش بمفرده يبلغ من العمر 65 عاماً أو أكثر. وبلغ متوسط حجم الأسرة المعيشية 2.61، أما متوسط حجم العائلات فبلغ 3.30.
بلغ العمر الوسطي للسكان 35.2 عاماً. وكانت نسبة 31% من القاطنين تحت سن الثامنة عشر، وكانت نسبة 6.2% بين الثامنة عشر والرابعة والعشرين عاماً، ونسبة 31.3% كانت واقعةً في الفئة العمرية ما بين الخامسة والعشرين والرابعة والأربعين عاماً، ونسبة 25.7% كانت ما بين الخامسة والأربعين والرابعة والستين، ونسبة 5.7% كانت ضمن فئة الخامسة والستين عاماً فما فوق. يوجد لكل 100 أنثى 117.3 ذكر، ويوجد لكل 100 أنثى في الثامنة عشر من عمرها فما فوق 123.3 ذكر.
بلغ متوسط دخل الأسرة في المنطقة السكنية 47,054 دولارًا، أما متوسط دخل العائلة فبلغ 51,875 دولارًا. وكان متوسط دخل الذكور 42,404 دولارًا مقابل 26,875 دولارًا للإناث. وسجل دخل الفرد الخاص بالمنطقة السكنية 21,330 دولارًا. وكانت نسبة 11.8% من العائلات ونسبة 15.7% من السكان تحت خط الفقر، وكان من هؤلاء نسبة 22.5% تحت سن الثامنة عشر ونسبة 10.7% في الخامسة والستين من العمر وما فوق.

### تعداد عام 2010
بلغ عدد سكان ياكوتات 662 نسمة بحسب تعداد عام 2010، وبلغ عدد الأسر 270 أسرة وعدد العائلات 156 عائلة مقيمة في المنطقة السكنية. في حين سجلت الكثافة السكانية 0 نسمة لكل كيلومتر مربع (0.0/ميل2). وبلغ عدد الوحدات السكنية 383 وحدة بمتوسط كثافة قدره 0 لكل كيلومتر مربع (0.0/ميل2).
وتوزع التركيب العرقي للمنطقة السكنية بنسبة 42.45% من البيض و0.30% من الأمريكيين الأفارقة و35.80% من الأمريكيين الأصليين و4.08% من الأمريكيين ذوي الأصول الآسيوية و1.81% من سكان جزر المحيط الهادئ و0.15% من الأعراق الأخرى و15.41% من عرقين مختلطين أو أكثر و2.57% من الهسبانيون أو اللاتينيون من أي عرق.
بلغ عدد الأسر 270 أسرة كانت نسبة 30.7% منها لديها أطفال تحت سن الثامنة عشر تعيش معهم، وبلغت نسبة الأزواج القاطنين مع بعضهم البعض 37.8% من أصل المجموع الكلي للأسر، ونسبة 10.7% من الأسر كان لديها معيلات من الإناث دون وجود شريك، بينما كانت نسبة 9.3% من الأسر لديها معيلون من الذكور دون وجود شريكة وكانت نسبة 42.2% من غير العائلات. تألفت نسبة 34.1% من أصل جميع الأسر من عدة أفراد يعيشون في نفس المنزل ونسبة 10% كانت تتألف من شخص يعيش بمفرده يبلغ من العمر 65 عاماً أو أكثر. وبلغ متوسط حجم الأسرة المعيشية 2.39، أما متوسط حجم العائلات فبلغ 3.06.
بلغ العمر الوسطي للسكان 39.7 عاماً. وكانت نسبة 24.5% من القاطنين تحت سن الثامنة عشر، وكانت نسبة 7.3% بين الثامنة عشر والرابعة والعشرين عاماً، ونسبة 26% كانت واقعةً في الفئة العمرية ما بين الخامسة والعشرين والرابعة والأربعين عاماً، ونسبة 32.6% كانت ما بين الخامسة والأربعين والرابعة والستين، ونسبة 9.7% كانت ضمن فئة الخامسة والستين عاماً فما فوق. وتوزع التركيب الجنسي للسكان بنسبة 54.4% ذكور و45.6% إناث.

## المناخ
يظهر الجدول التالي التغييرات المناخية على مدار السنة لياكوتات:
| البيانات المناخية لـياكوتات           | البيانات المناخية لـياكوتات | البيانات المناخية لـياكوتات | البيانات المناخية لـياكوتات | البيانات المناخية لـياكوتات | البيانات المناخية لـياكوتات | البيانات المناخية لـياكوتات | البيانات المناخية لـياكوتات | البيانات المناخية لـياكوتات | البيانات المناخية لـياكوتات | البيانات المناخية لـياكوتات | البيانات المناخية لـياكوتات | البيانات المناخية لـياكوتات | البيانات المناخية لـياكوتات |
| الشهر                                 | يناير                       | فبراير                      | مارس                        | أبريل                       | مايو                        | يونيو                       | يوليو                       | أغسطس                       | سبتمبر                      | أكتوبر                      | نوفمبر                      | ديسمبر                      | المعدل السنوي               |
| ------------------------------------- | --------------------------- | --------------------------- | --------------------------- | --------------------------- | --------------------------- | --------------------------- | --------------------------- | --------------------------- | --------------------------- | --------------------------- | --------------------------- | --------------------------- | --------------------------- |
| الدرجة القصوى °ف (°م)                 | 58 (14)                     | 56 (13)                     | 59 (15)                     | 71 (22)                     | 80 (27)                     | 87 (31)                     | 85 (29)                     | 88 (31)                     | 77 (25)                     | 63 (17)                     | 59 (15)                     | 55 (13)                     | 88 (31)                     |
| متوسط درجة الحرارة الكبرى °ف (°م)     | 33.7 (0.9)                  | 36.3 (2.4)                  | 39.5 (4.2)                  | 45.7 (7.6)                  | 52.3 (11.3)                 | 57.3 (14.1)                 | 60.1 (15.6)                 | 60.6 (15.9)                 | 55.7 (13.2)                 | 47.4 (8.6)                  | 38.5 (3.6)                  | 35.1 (1.7)                  | 46.9 (8.3)                  |
| المتوسط اليومي °ف (°م)                | 28.1 (−2.2)                 | 29.7 (−1.3)                 | 32.0 (0.0)                  | 37.8 (3.2)                  | 44.7 (7.1)                  | 50.8 (10.4)                 | 54.3 (12.4)                 | 53.8 (12.1)                 | 48.4 (9.1)                  | 41.0 (5.0)                  | 32.3 (0.2)                  | 29.6 (−1.3)                 | 40.2 (4.6)                  |
| متوسط درجة الحرارة الصغرى °ف (°م)     | 22.4 (−5.3)                 | 23.0 (−5.0)                 | 24.6 (−4.1)                 | 30.0 (−1.1)                 | 37.2 (2.9)                  | 44.4 (6.9)                  | 48.7 (9.3)                  | 47.3 (8.5)                  | 41.4 (5.2)                  | 34.8 (1.6)                  | 26.3 (−3.2)                 | 24.4 (−4.2)                 | 33.7 (0.9)                  |
| أدنى درجة حرارة °ف (°م)               | −22 (−30)                   | −20 (−29)                   | −20 (−29)                   | 3 (−16)                     | 9 (−13)                     | 29 (−2)                     | 35 (2)                      | 29 (−2)                     | 16 (−9)                     | 6 (−14)                     | −10 (−23)                   | −24 (−31)                   | −24 (−31)                   |
| الهطول إنش (مم)                       | 13.66 (347)                 | 10.86 (276)                 | 10.98 (279)                 | 9.19 (233)                  | 8.21 (209)                  | 6.39 (162)                  | 7.88 (200)                  | 14.15 (359)                 | 21.11 (536)                 | 22.01 (559)                 | 14.46 (367)                 | 16.28 (414)                 | 155.18 (3٬941)              |
| متوسط تساقط الثلوج إنش (سم)           | 31.3 (80)                   | 28.2 (72)                   | 28.5 (72)                   | 11.0 (28)                   | 0.5 (1.3)                   | 0 (0)                       | 0 (0)                       | 0 (0)                       | 0 (0)                       | 3.2 (8.1)                   | 20.4 (52)                   | 27.4 (70)                   | 150.4 (382)                 |
| متوسط أيام هطول الأمطار (≥ 0.01 inch) | 21.9                        | 18.6                        | 19.3                        | 18.5                        | 17.5                        | 17.0                        | 18.5                        | 18.9                        | 21.7                        | 24.0                        | 21.6                        | 22.5                        | 240                         |
| متوسط الأيام المثلجة (≥ 0.1 in)       | 12.0                        | 11.0                        | 11.6                        | 6.1                         | 0.3                         | 0                           | 0                           | 0                           | 0                           | 1.7                         | 8.7                         | 12.6                        | 64                          |
| متوسط الرطوبة النسبية (%)             | 82.8                        | 83.1                        | 81.2                        | 81.4                        | 82.5                        | 84.5                        | 87.7                        | 88.5                        | 89                          | 87.6                        | 84.8                        | 84.1                        | 84.8                        |
| المصدر: NOAA                          |                             |                             |                             |                             |                             |                             |                             |                             |                             |                             |                             |                             |                             |

## وصلات خارجية
- yakutatak.govoffice2.com
- Community Information